# 第48回日本レコード大賞
第48回日本レコード大賞（だい48かいにほんレコードたいしょう）は、2006年（平成18年）12月30日に新国立劇場中劇場で行われた、48回目の『日本レコード大賞』である。

## 概要
開催時期が12月30日になったのは、1960年の第2回以来46年ぶり。
第48回の大賞は、氷川きよしの「一剣」に決定した。氷川は初の受賞。演歌歌手の大賞受賞は第35回の香西かおり以来13年ぶり。
前年の第47回で大賞を受賞した倖田來未は、最優秀歌唱賞を受賞。前年の大賞受賞者が翌年に最優秀歌唱賞となるのは、第26回の細川たかし以来22年ぶり。前年までエイベックス系が2年連続で受賞していた最優秀新人賞は、エイベックスではない絢香が受賞した。
視聴率は、前年より7P高い17.0%と一気に回復し、存続の危機をひとまず脱することになった。放送日を31日から30日に移動したことで、「NHK紅白歌合戦」や「年忘れにっぽんの歌」との競合を避けられたことが奏功。
「WON'T BE LONG」で特別賞を受賞したEXILE&倖田來未に関しては、EXILEのTAKAHIROは、収録時期がTAKAHIRO自身の加入前だったことなど、諸般の事情から、正規メンバーにもかかわらずステージに登場しなかった。

## 司会
- 堺正章
- 蛯原友里
- 押切もえ
- 安住紳一郎（TBSアナウンサー）
- 小林麻耶（TBSアナウンサー）
- ラジオ中継担当・小島一慶

## 受賞作品・受賞者一覧

### 日本レコード大賞
- 「一剣」
- 歌手：氷川きよし
- 作詞：松井由利夫
- 作曲：水森英夫
- 編曲：佐伯亮
- プロデューサー：長良じゅん
- 所属事務所：長良プロダクション
- レコード会社：コロムビア・ミュージック・エンタテインメント

### 最優秀歌唱賞
- 倖田來未「夢のうた」

### 最優秀新人賞
- 絢香「三日月」

### 金賞（大賞ノミネート作品）
- w-inds.「ブギウギ66」
- 大塚愛「恋愛写真」
- 倖田來未「夢のうた」
- コブクロ「君という名の翼」
- スキマスイッチ「ボクノート」
- 中ノ森BAND「Fly High｣
- 氷川きよし「一剣」
- BoA「Winter Love」
- 水森かおり「熊野古道」
- mihimaru GT「気分上々↑↑」

### 新人賞（最優秀新人賞ノミネート）
- 絢香
- SunSet Swish
- 山本あき
- WaT

### 特別賞
- 秋吉敏子
- EXILE&倖田來未「WON'T BE LONG」
- キグルミ「たらこ・たらこ・たらこ」
- 森山良子・BEGIN「涙そうそう」
- さだまさし「夏 長崎から さだまさし」

### 作曲賞
- 五木ひろし「高瀬舟」（歌・五木ひろし）

### 編曲賞
- 小林武史「指きり」（歌・一青窈）

### 作詩賞
- 中島みゆき「宙船」（歌・TOKIO）

### 企画賞
- 徳永英明『VOCALIST 2』
- 中村美律子「野郎たちの詩｣
- 「フォーク歌年鑑1966〜1982 フォーク&ニューミュージック大全集｣
- 演奏:吉田正記念オーケストラ、指揮:大沢可直「吉田正 タンゴアルバムII」

### 功労賞
- 阿久悠
- 芦野宏
- 安藤実親
- 江口浩司
- なかにし礼
- 平山忠夫
- 山本丈晴

### 特別功労賞
- 青島幸男
- 市川昭介
- 伊福部昭
- 内山田洋
- 大橋節夫
- 川田正子
- 久世光彦
- 高木東六
- 松山恵子
- 三原さと志
- 宮川泰

### 特別顕彰
- 船村徹

### 日本作曲家協会奨励賞
- 竹川美子

## TV中継スタッフ
- 構成：樋口弘樹、あべ
- 監修：小西良太郎
- ナレーション：ケイ・グラント
- TM：箸透（新国立劇場）
- TP・TD：小林敏之（新国立劇場）
- TD：金澤健一（新国立劇場プロムナード）、伊東修（OAサブ）
- カメラ：長谷川晃司・藤田栄治（新国立劇場）、吉村武（新国立劇場プロムナード）
- VE：関昭一（新国立劇場）、竹下達郎（新国立劇場プロムナード）、高橋康弘（OAサブ）
- 照明：松本修一・高橋章（新国立劇場）、堀口敦生（新国立劇場プロムナード）
- 音声：菅原正巳・寿田道陽（新国立劇場）、武田聡之（新国立劇場プロムナード）、平井郁雄（OAサブ）
- PA：池戸和幸・小暮倫見（新国立劇場）
- 音効：岡本智宏（新国立劇場）、山下祐司・高橋秀治（OAサブ）
- プロンプター：テイクシステムズ
- 連絡回線：小池真一
- 美術プロデューサー：飯田稔
- 美術デザイナー：中西忠司
- 美術制作：長谷川隆之
- 装置：成本活明
- メカシステム：大谷圭一
- 電飾：真鍋明
- 装飾：野呂利勝
- 花装飾：安藤則子
- フロアー装飾：渡邊卓也
- 特殊効果：矢島克祐、高橋一男
- 楽器：高井啓光
- 衣裳：軽石真央
- 持道具：貞中照美
- 化粧：アートメイク・トキ
- ブラスバンドアレンジ：日下部進治
- テクニカルCG：森享大・尾崎至晃（OAサブ）
- 回線：依田純（OAサブ）
- MA：橋本大（OAサブ）
- 編集：大江剛史・藤森唯史（OAサブ）
- TK：長谷川道子（新国立劇場）、葛貫明子・鈴木裕恵（OAサブ）
- 編成担当：三島圭太
- 技術協力：東通、ティ・エル・シー、エヌ・エス・ティー、TAMCO、ティ・アール・シー、赤坂ビデオセンター、NEXION、ダブルビジョン、サークル、ウィッシュ、PRG、SJP、MTPlanning、テクト
- 協力：新国立劇場運営財団
- 制作協力：BMC
- 取材：三好千春、川上共子、板垣寿美
- 公開：廣中信行
- AP：鹿渡弘子、浅川寿人
- 制作進行：田辺和弘、近藤大輔
- VTR担当：満田尚子・山本一雄・斉藤慶一郎・清宮嘉浩・小泉泰成（OAサブ）
- 演出スタッフ：嵯峨祥平、佐々木千秋、安部彰造、山内淳資、河村大介、小関美保子、堅木絢
- 演出：中原茂樹（新国立劇場プロムナード）、小野喜世仁・内田正（OAサブ）
- 舞台監督：竹中優介
- プロデューサー：利根川展、片山剛、服部英司
- 総合演出：平賀渉
- 制作：TBSテレビ
- 製作著作：TBS
- 主催：社団法人 日本作曲家協会、日本レコード大賞制定委員会、日本レコード大賞実行委員会